# Schoenoxiphium madagascariense
Schoenoxiphium madagascariense är en halvgräsart som beskrevs av Henri Chermezon. Schoenoxiphium madagascariense ingår i släktet Schoenoxiphium och familjen halvgräs. Inga underarter finns listade i Catalogue of Life.